# Franz von Soxhlet
Franz Ritter von Soxhlet (ur. 12 stycznia 1848 w Brnie, zm. 5 maja 1926 w Monachium) – niemiecki chemik pochodzenia belgijskiego, specjalizował się w chemii rolnej. Najbardziej znany jako wynalazca ekstraktora przelewowego opracowanego w 1879 roku, który obecnie jest znany jako aparat Soxhleta.
W 1872 roku uzyskał stopień doktora nauk na Uniwersytecie w Lipsku, gdzie zajmował się ekstrakcją trudno rozpuszczalnych związków. W 1879 roku został profesorem chemii rolnej na Uniwersytecie Technicznym w Monachium, gdzie prowadził badania nad składnikami mleka, przede wszystkim krowiego. W 1886 roku opracował metodę pasteryzacji mleka i jego przetworów, obecnie znaną jako metoda klasyczna. Ponadto wydzielił i dokonał frakcjonowania białek obecnych w mleku, które nazwał laktoproteinami (kazeina, albuminy i globuliny) oraz wydzielił, zidentyfikował i opisał cukier obecny w mleku czyli laktozę. Od 1893 roku zajmował się badaniem różnic między mlekiem krowim a ludzkim. W 1900 roku zidentyfikował sole wapniowe występujące w mleku i rozpoczął badania wpływu ich niedoboru na występowanie krzywicy. Od 1912 roku prowadził badania zawartości żelaza w ludzkim i krowim mleku a także badania nad występowaniem niedokrwistości syderopenicznej u dzieci karmionych mlekiem krowim (6-18 miesięcy).